# Орлента (Радинь-Підляський)
Народний спортивний клуб «Орлента-Спомлек» Радинь-Підляський (пол. Ludowy Klub Sportowy Orlęta-Spomlek Radzyń Podlaski) — польський футбольний клуб з Радиня-Підляського, заснований у 1924 році. Виступає у Третій лізі. Домашні матчі приймає на Міському стадіоні, місткістю 2 000 глядачів.